# 广东省监察委员会
广东省监察委员会，简称广东省监委，是中华人民共和国广东省的省级地方国家监察机关，与中国共产党广东省纪律检查委员会合署办公。

## 历史沿革
2018年2月1日，广东省监察委员会正式挂牌成立。

## 机构设置
- 办公厅
- 组织部
- 宣传部
- 政策法规研究室
- 党风政风监督室
- 信访室（举报中心）
- 案件监督管理室
- 第一至第十四纪检监察室
- 案件审理室
- 纪检监察干部监督室
- 机关党委办公室

## 历任领导
广东省第十三届人大时期
- 任期：2018年1月31日－
- 主任：施克辉（－2021年1月26日） → 宋福龙（2021年3月18日[3]－2025年1月）
- 副主任：陈伟东（－2019年7月25日）、陈波（－2022年6月24日）、杨飞（－2021年7月30日）、李在寅（2018年9月30日[4]－2022年6月24日）、黄力（2020年3月31日－2022年6月24日）、张子兴（2021年7月30日－）、黄远通（2022年6月24日－）、宫立云（2022年6月24日－）、方明（2022年6月24日－）
- 委员：李在寅（－2018年9月30日）、张晓牧（－2022年5月17日）、王一士、温勇瑜、王雄飞（－2021年9月29日）、宫立云（2021年1月20日－2022年6月24日）、龚海明（2021年1月20日－）、李文骥（2021年1月20日－）